# 利布拉爾湖
利布拉爾湖（德語：Liblarer See），是德國的湖泊，位於該國西部，由北萊茵-威斯特法倫州負責管轄，處於埃爾夫特施塔特，面積0.53平方公里，海拔高度95米，平均水深5.1米，最大水深13.8米。